# Babesia bigemina
Babesia bigemina – protist należący do królestwa protista, rodziny Babesiidae. Wywołuje u bydła babeszjozę zwaną gorączką teksaską. Długość 4-5 µm. Szerokość 2-3 µm. Kształtu owalnego lub gruszkowatego. W krwinkach czerwonych lokalizuje się pośrodkowo i jego wielkość dochodzi do 2/3 wielkości krwinki.